# Perrero
Perrero (Pré o  Peré in piemontese, Lo Perrier o Perier in occitano) è un comune italiano di 564 abitanti della città metropolitana di Torino in Piemonte.
Il comune attuale è il risultato della "Riunione dei comuni di Perrero, Chiabrano, Traverse, Maniglia, San Martino di Perrero, Riclaretto, Faetto e Bovile in un unico comune con capoluogo Perrero" disposto con R.D. N°662 del 15/03/1928 (Gazzetta Ufficiale N°90 del 16/04/1928).

## Geografia fisica
Si trova nella media Valle Germanasca e fa parte dell'Unione Montana dei Comuni Valli Chisone e Germanasca. Raggiunge il suo punto più elevato nella vetta della Punta Cialancia (2.855 m).
Nella parte alta del suo territorio, a monte del vallone di Faetto, è ubicato il parco di Conca Cialancia, di notevole interesse paesaggistico e naturalistico.

## Storia

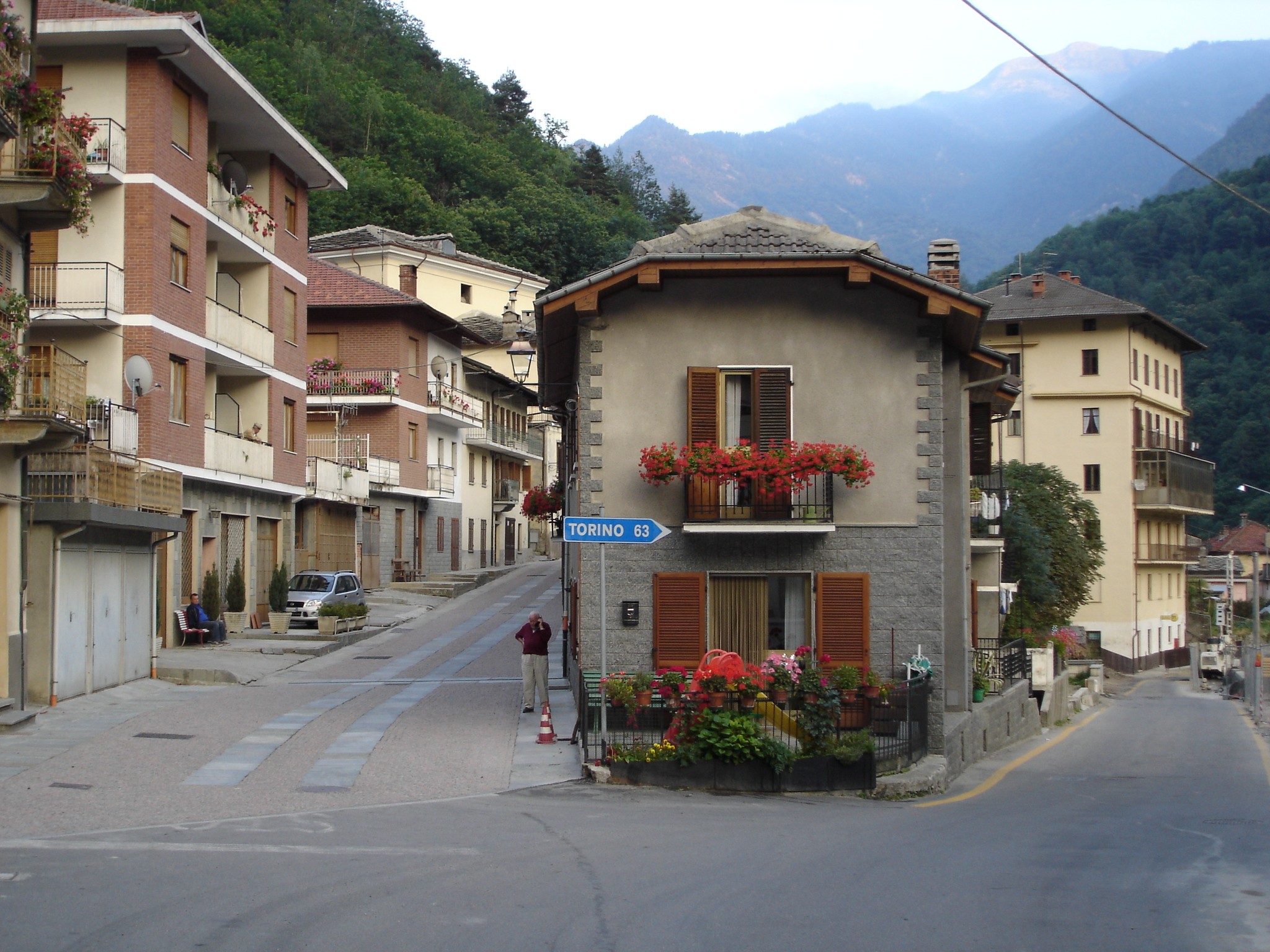
Il centro comunale

Il nome di Perrero potrebbe derivare dal termine medievale pererium, che significa luogo sassoso.
Il 22 dicembre 1787 i nobili Buffa furono infeudati da Vittorio Amedeo III del titolo di Conti di Perrero (nome d'uso: Buffa di Perrero).
Bovile, come riporta il "Dizionario feudale degli antichi stati continentali della monarchia di Savoia (Savoia, Aosta, Piemonte, Monferrato, Saluzzo, Novara, Lomellina, Nizza, Oneglia) 1720-1797, include i borghi di Bomba Crosa, le Rocchie e Basta e Val San Martino, diventa fu feudo dei Richelmy, già Conti di Cavallerleone, Gianbattista Camillo Richelmy viene infeudato di 2/3 per eredità e investito del titolo comitale nel 1764 permutando il feudo di Cavallerleone con quello di Bovile, fu luogotenente del esercito del Regno di Sardegna, per premio il Re gli conferì la gran croce dell'Ordine dei Santi Maurizio e Lazzaro e l'onore d'essere Gran Falconiere di Sua Maestà, sua moglie la Marchesa Barbara del Carretto di Moncrivello e Gorzegno, ebbe 5 figlie che divennero rispettivamente Contessa Gromo-Losa di Ternengo, Marchesa Pilo Boyl di Putifigari, Contessa di Montevecchio, Contessa Salasco di Casteldelfino, Contessa Caresana di Carisio, e due figli, Carlo e Gaspare Oberto, entrambi seguono l'esempio paterno, Carlo come colonnello della Reale Cavalleria di Piemonte, Gaspare Oberto Maggior Generale di Cavalleria.
Sono gli anni in cui gli eserciti di Napoleone premono sugli Stati sabaudi fino a sommergergli e confinando il Re e i suoi fratelli nel loro ultimo baluardo della sovranità, la Sardegna.
Sono gli anni in cui il soldato leale si stringe attorno ai suoi Sovrani, niente più feste magnifiche e nemmeno riposo tranquillo, ma ansie e dolori: è precisamente in questo momento i Richelmy sono uniti in uno slancio di devozione sabauda; Gabriella è dama d’onore della Regina Clotilde, Felicità Marchese di Boyl è dama di palazzo della Duchessa del Chiablese e i due fratelli sono fra i pochissimi che seguono i Principi diventandone inseparabilmente le speranze del ritorno anche nei giorni più tenebrosi.
Il Re non dimenticherà questi suoi devoti; quando a Torino ricostituirà la corte, Carlo diverrà suo Primo Scudiero e Gentiluomo di Camera, Gaspare Oberto diverrà Gran Falconiere e Governatore della Venaria Reale ed entrambi i fratelli riceveranno l’ambitissimo collare della Santissima Annunziata.

### Simboli
Lo stemma del Comune di Perrero è stato concesso con decreto del presidente della Repubblica del 2 febbraio 2007.
Il gonfalone è un drappo di giallo.

## Monumenti e luoghi d'interesse

### Architetture religiose

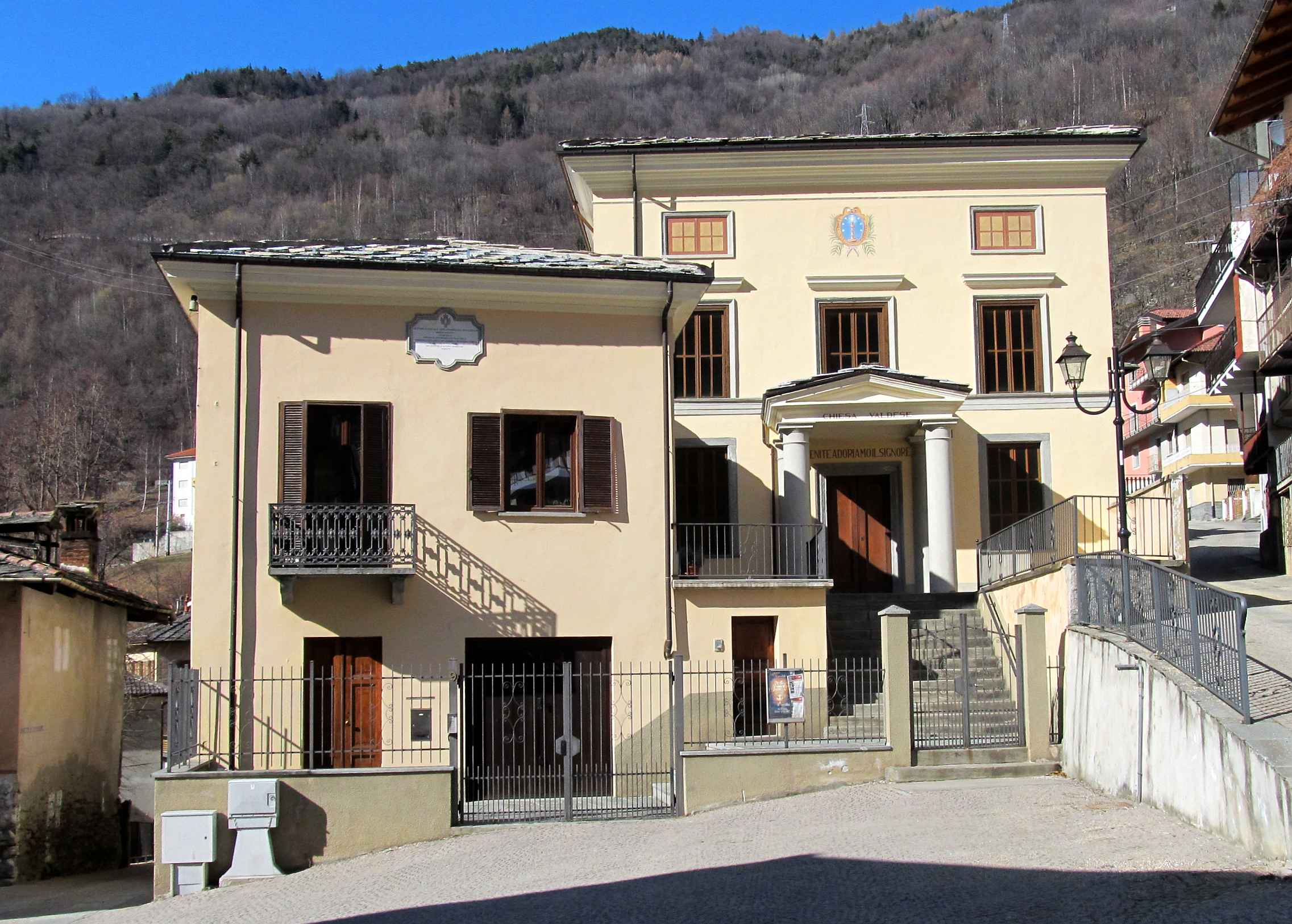
Tempio valdese

- chiesa di Santa Maria Maddalena
- Tempio valdese

### Architetture militari
- Batteria Monte Castello
- Batteria Podurante
- Torre delle Banchette
- Fort Louis

### Aree naturali
- Parco naturale di Conca Cialancia

## Società

### Evoluzione demografica
Abitanti censiti

## Cultura

### Musei
- Scopriminiera, il museo delle miniere di talco
- il Museo Valdese di Prali e della Val Germanasca, inaugurato nel 1965

## Amministrazione

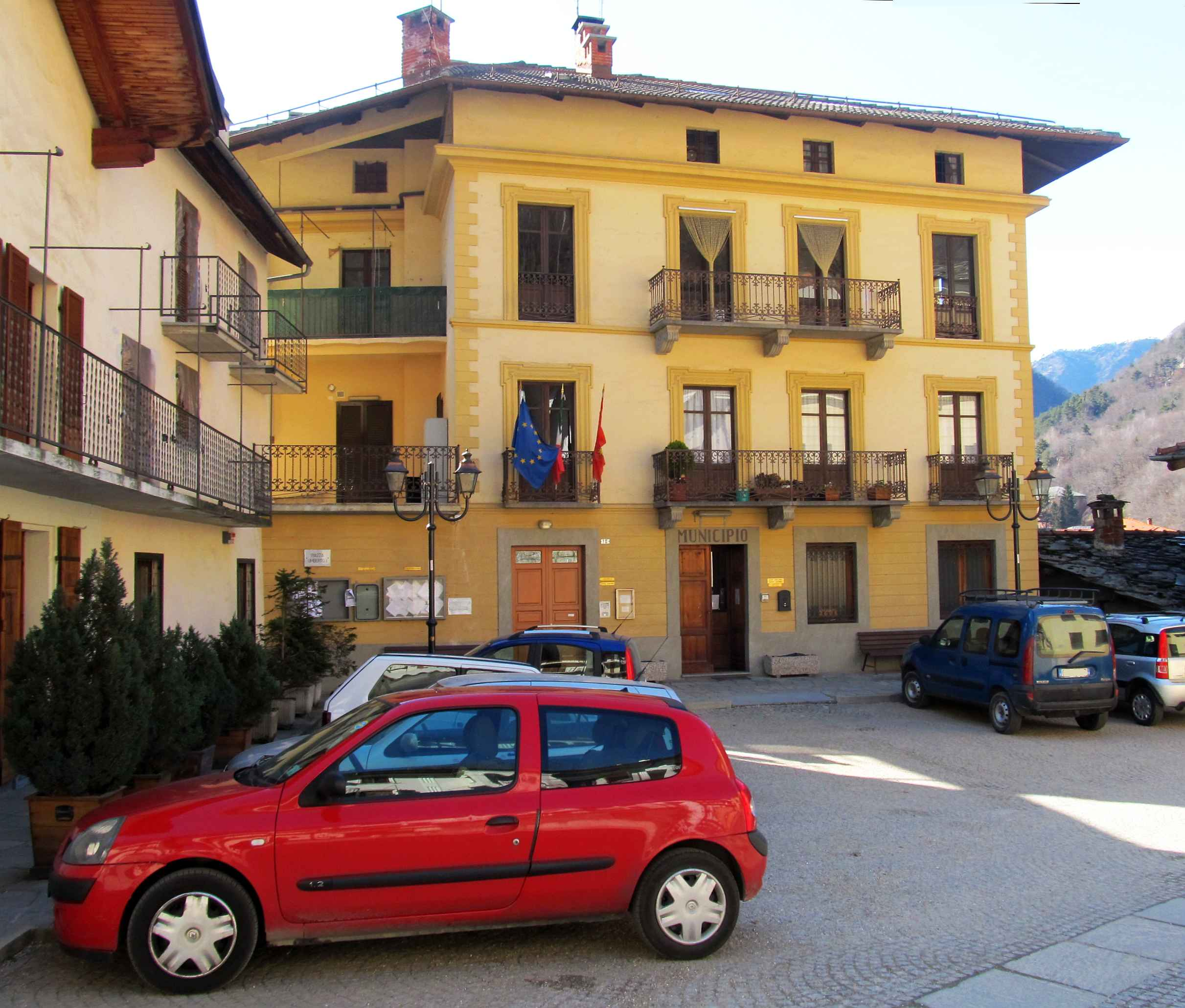
Il municipio

Di seguito è presentata una tabella relativa alle amministrazioni che si sono succedute in questo comune.
| Periodo        | Periodo        | Primo cittadino       | Partito                              | Carica  | Note  |
| -------------- | -------------- | --------------------- | ------------------------------------ | ------- | ----- |
| 25 giugno 1985 | 8 giugno 1990  | Alma Ghigo            | lista civica                         | Sindaco | [ 7 ] |
| 8 giugno 1990  | 24 aprile 1995 | Riccardo Leger        | lista civica                         | Sindaco | [ 7 ] |
| 24 aprile 1995 | 14 giugno 1999 | Riccardo Leger        | -                                    | Sindaco | [ 7 ] |
| 14 giugno 1999 | 14 giugno 2004 | Riccardo Leger        | lista civica                         | Sindaco | [ 7 ] |
| 14 giugno 2004 | 8 giugno 2009  | Alma Margherita Ghigo | lista civica                         | Sindaco | [ 7 ] |
| 8 giugno 2009  | 26 maggio 2014 | Riccardo Leger        | lista civica                         | Sindaco | [ 7 ] |
| 26 maggio 2014 | 27 maggio 2019 | Riccardo Leger        | lista civica Insieme per collaborare | Sindaco | [ 7 ] |
| 27 maggio 2019 | in carica      | Laura Richaud         | lista civica Insieme per collaborare | Sindaco | [ 7 ] |